# Xã North East, Quận Erie, Pennsylvania
Xã North East (tiếng Anh: North East Township) là một xã thuộc quận Erie, tiểu bang Pennsylvania, Hoa Kỳ. Năm 2010, dân số của xã này là 6.315 người.